# Santo Estevam
Santo Estevam, (también escrito Sant Estevam o  St Estevam) (en portugués: Santo Estêvão) es una isla en Tiwadi, en el estado de Goa, en la India. San Estevam se conoce también "Ilha de Jua" o "Juvem" y en el pasado era conocida como "Shakecho Juvo " que significa la isla de verduras. Por lo tanto la gente de Juvem llegó a ser apodado "bhende". La isla es rica en patrimonios históricos y en belleza natural.
La conversión al cristianismo fue iniciada por los portugueses en 1550.
La iglesia de San Estevam (Santo Estevam Church) es un hermoso edificio, realzado por su cúpula en forma de linterna. En 1575 los jesuitas construyeron la iglesia en donde había estado el templo de Ravalnath, inicialmente solo con barro y hojas de palma.
En 1683, el rey Maratha Sambhaji conquistó la isla y la iglesia fue quemada. En 1759 la iglesia fue reconstruida por los portugueses.